# L'Empereur et l'Assassin
Pour plus de détails, voir Fiche technique et Distribution.
L'Empereur et l'Assassin (chinois : 荊柯刺秦王 ; pinyin : Jīng Kē cì Qín wáng) est un film historique chinois réalisé en 1998 par Chen Kaige avec Gong Li, Zhang Fengyi, Li Xuejian et Zhou Xun, pour sa première apparition au cinéma. Le film fut bien reçu par la critique et gagna le grand prix technique au festival de Cannes 1999.

## Intrigue
Au IIIe siècle av. J.-C., Ying Zheng (Li Xuejian), héritier du royaume de Qin, cherche à dominer les six autres royaumes. Sa stratégie semble imparable. Il envoie sa concubine, Dame Zhao (Gong Li), comme espionne au royaume de Yan et la charge d'y engager un assassin pour tenter de le tuer et pouvoir déclarer la guerre au Yan. Dame Zhao persuade l'assassin, du nom de Jing Ke (Zhang Fengyi) et dont elle est tombée amoureuse, d'accomplir ce geste. Toutefois, après avoir été témoin du massacre sanglant des enfants du royaume voisin de Zhao — dont elle est originaire — ordonné par Ying, elle se retourne contre lui, prête allégeance au Yan et les aide dans leur tentative d'assassinat de Ying. Celle-ci échoue et Jing Ke est tué de la main même de Ying. Zhao revient ensuite au Qin afin de ramener le corps de Jing et l'enterrer au Yan.
Le film couvre une grande partie de la vie de Ying Zheng, de ses débuts comme otage jusqu'à sa domination sur toute la Chine.

## Fiche technique
- Titre original : 荊柯刺秦王 (Jīng Kē cì Qín wáng)
- Titre français : L'Empereur et l'Assassin
- Réalisation : Chen Kaige
- Scénario : Chen Kaige et Wang Peigong
- Directeur de la photographie : Zhao Fei
- Montage : Zhou Xinxia
- Musique : Zhao Jiping
- Production : Han Sanping (en), Satoru Iseki et Shirley Kao
- Sociétés de production : Beijing Film Studio, China Film Co-Production Corporation
- Sociétés de distribution :  Sony Pictures Classics ;  Columbia Pictures
- Pays :  Chine,  France,  Japon
- Langue originale : mandarin
- Format : couleur - 1.85:1 - 35 mm - DTS
- Genre : drame, historique et romance
- Durée :  162 minutes (2 h 42 min)
- Dates de sortie
  -  Chine : 8 octobre 1998
  -  France : 17 janvier 2001

## Distribution
- Gong Li (VF : Françoise Cadol) Dame Zhao
- Li Xuejian (zh) (VF : Dominique Collignon-Maurin) Ying Sheng, l'empereur
- Zhang Fengyi : Jing Ke, l'assassin
- Sun Zhou : Dan, le prince de Yan
- Lu Xiaohe : Fan Yuqi, le général
- Wang Zhiwen : Lao Ai, le seigneur Changwin
- Chen Kaige : Lü Buwei, le premier ministre
- Gu Yongfei : la reine mère
- Ding Haifeng (zh) : Quin Wuyang
- Zhao Benshan : Gao Jianli
- Zhou Xun : la fille aveugle

## Distinctions
L'Empereur et l'Assassin gagna le grand prix technique au festival de Cannes 1999 et fut sélectionné pour la Palme d'or. Zhao Fei reçut le Golden Rooster Award 1999 de la meilleure photographie.